# Cannalonga
Cannalonga – miejscowość i gmina we Włoszech, w regionie Kampania, w prowincji Salerno.
Według danych na rok 2004 gminę zamieszkiwały 1144 osoby, 67,3 os./km².